# Lermontov (ville)
Pour les articles homonymes, voir Lermontov (homonymie).
Lermontov (en russe : Лермонтов) est une ville du krai de Stavropol, en Russie. Sa population s'élevait à 22 891 habitants en 2020.

## Géographie
Lermontov est située dans le Caucase du Nord, à 190 km au sud-est de Stavropol.

## Histoire
Lermontov est née en 1953 comme commune urbaine à côté d'une mine d'uranium. En 1956, elle obtint le statut de ville et l'année suivante fut nommée Lermontov, d'après le poète russe Mikhaïl Lermontov.

## Population
Recensements (*) ou estimations de la population
| 1959*  | 1970*  | 1979*  | 1989*  | 2002*  | 2006   |
| ------ | ------ | ------ | ------ | ------ | ------ |
| 10 926 | 15 063 | 18 785 | 20 772 | 22 964 | 22 623 |

| 2010*  | 2012   | 2013   | 2014   | 2015   | 2016   |
| ------ | ------ | ------ | ------ | ------ | ------ |
| 22 541 | 22 610 | 22 680 | 22 771 | 22 741 | 22 635 |

| 2017   | 2018   | 2019   | 2020   | - | - |
| ------ | ------ | ------ | ------ | - | - |
| 22 477 | 22 612 | 22 601 | 22 891 | - | - |

## Économie
Depuis 1967, Lermontov possède une entreprise de l'industrie électronique : OAO Mikroom (ОАО "Микроом") qui fabrique des microcontacts et des machines à rayons X.